# Râul Valea Livezilor
Râul Valea Livezilor este un curs de apă, afluent al Mostiștei.